# Дениспи
Дениспи́ (удм. починок сыновей Дениса) — деревня в Балезинском районе Удмуртии. Входит в состав Кожильского сельского поселения.

## География
Деревня находится на северо-востоке республики, на расстоянии примерно 5 км (по прямой) к югу от посёлка Балезино, административного центра района.

### Часовой пояс
Деревня Дениспи, как и вся Удмуртия, находится в часовой зоне МСК+1. Смещение применяемого времени относительно UTC составляет +4:00.

## Население
| 2010 | 2012 | 2014 |
| ---- | ---- | ---- |
| 37   | ↘31  | →31  |

### Национальный состав
Согласно результатам переписи 2002 года, в национальной структуре населения удмурты составляли 100 % из 41 чел.